# Tirta Gangga
Tirta Gangga è lo storico complesso residenziale della famiglia reale di Karangasem, situata nella parte orientale dell'isola di Bali in Indonesia.

## Storia

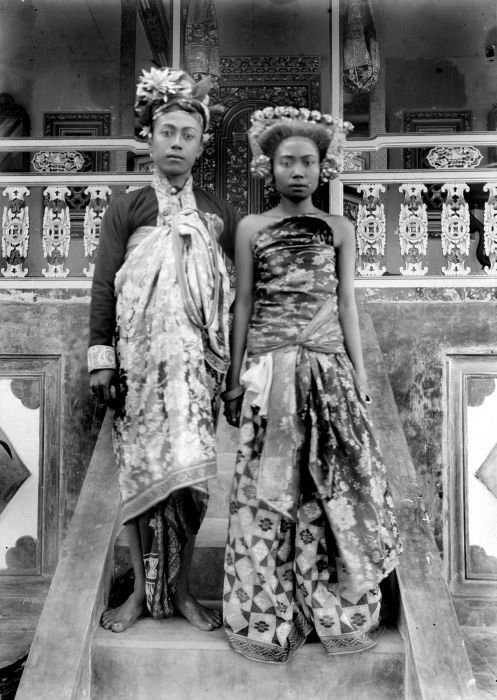
Raja I Gusti Bagus Jelantik, ultimo reggente di Karangasem, con una delle sue consorti.

Noto, con tutta la regione circostante, col nome di "palazzo sull'acqua di Karangasem", venne edificato dall'ultimo Raja Anak Agung Anglurah Ketut I Gusti Bagus Jelantik di Karangasem nel 1946, ed era secondo al meraviglioso Taman Tirta Ujung, costruito dallo stesso reggente molti anni prima.
Fu quasi completamente distrutto dall'eruzione del vicino vulcano Monte Agung nel 1963, poi nuovamente ricostruito e restaurato. Adesso è una destinazione culturale, religiosa e turistica dello Stato indonesiano aperta al pubblico tutti i giorni dell'anno.

## Descrizione
La reggia di Tirta Gangga è vicina al villaggio di Ababi nella contea di Abang, si estende su oltre un ettaro di terreno a circa 7 chilometri da Amlapura, un distretto della reggenza di Karangasem e si trova a sud-est del Monte Agung.
Taman Tirta Gangga, letteralmente “palazzo dell’acqua santa del Gange”, prende il nome dal fiume Gange in India. Nelle credenze induiste, il fiume Gange e le sue acque sono sacre. Tirta Gangga è un luogo di venerazione per gli indù balinesi, le sue acque sacre ed usate per le tante attività religiose.
- Taman Tirta Gangga

‘’’Il Palazzo sull'Acqua di Karangem’’’ era la residenza del sovrano ed era destinato a luogo di svago per la famiglia reale. 
Il taman ("giardino") è costituito da numerosi bale ("padiglioni,") nel tipico stile balinese, circondati da un labirinto di piscine e fontane immersi in un rigoglioso giardino, pieno di statue e sculture in pietra. Nel mezzo della piscina centrale, sorge l'edificio principale chiamato gili bale ("padiglione dell'isola"), collegato ai due bordi della piscina da un ponte. Il fulcro del palazzo è una fontana a undici piani.
- Pura Patirthan

Il tempio Patirthan rappresenta l'essenza di Tirta Gangga nella tradizione religiosa e culturale balinese, che lo rende un importante luogo di culto, pellegrinaggio e meditazione. Il tempio è dedicato alle divinita’ del riso ed agli spiriti degli antenati. Nel tempio si trova un notevole taman rijasa (giardino rijasa), albero tipico del territorio utilizzato nella medicina tradizionale e per le diverse pratiche religiose.
- Subak Tirta Gangga

La regione intorno a Tirta Gangga è nota per le sue terrazze di riso ed il classico sistema di irrigazione balinese, il subak. Il complesso residenziale e il suo templio sono anch’essi parte integrante dell’organizzazione agricola locale.

## Galleria d'immagini

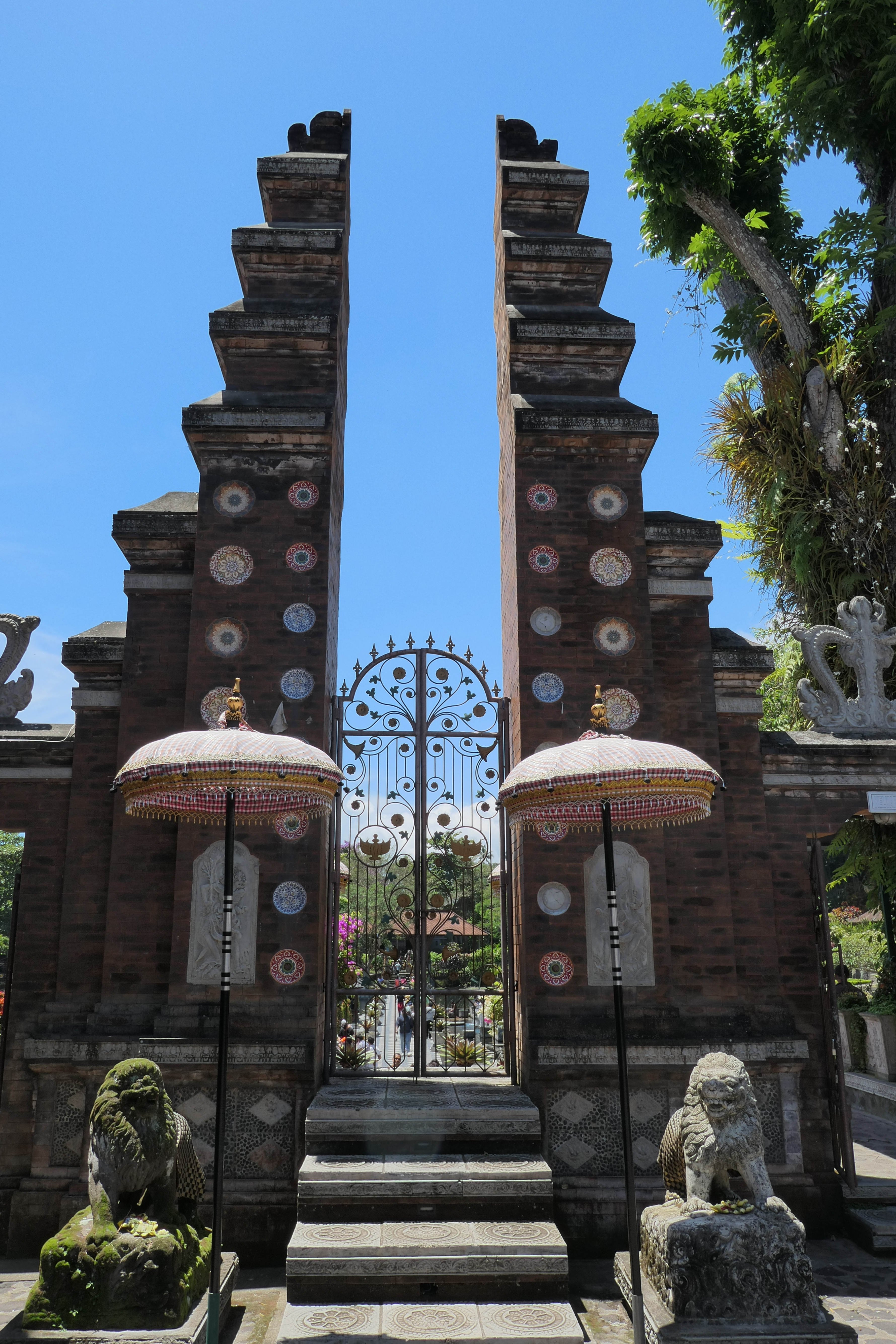
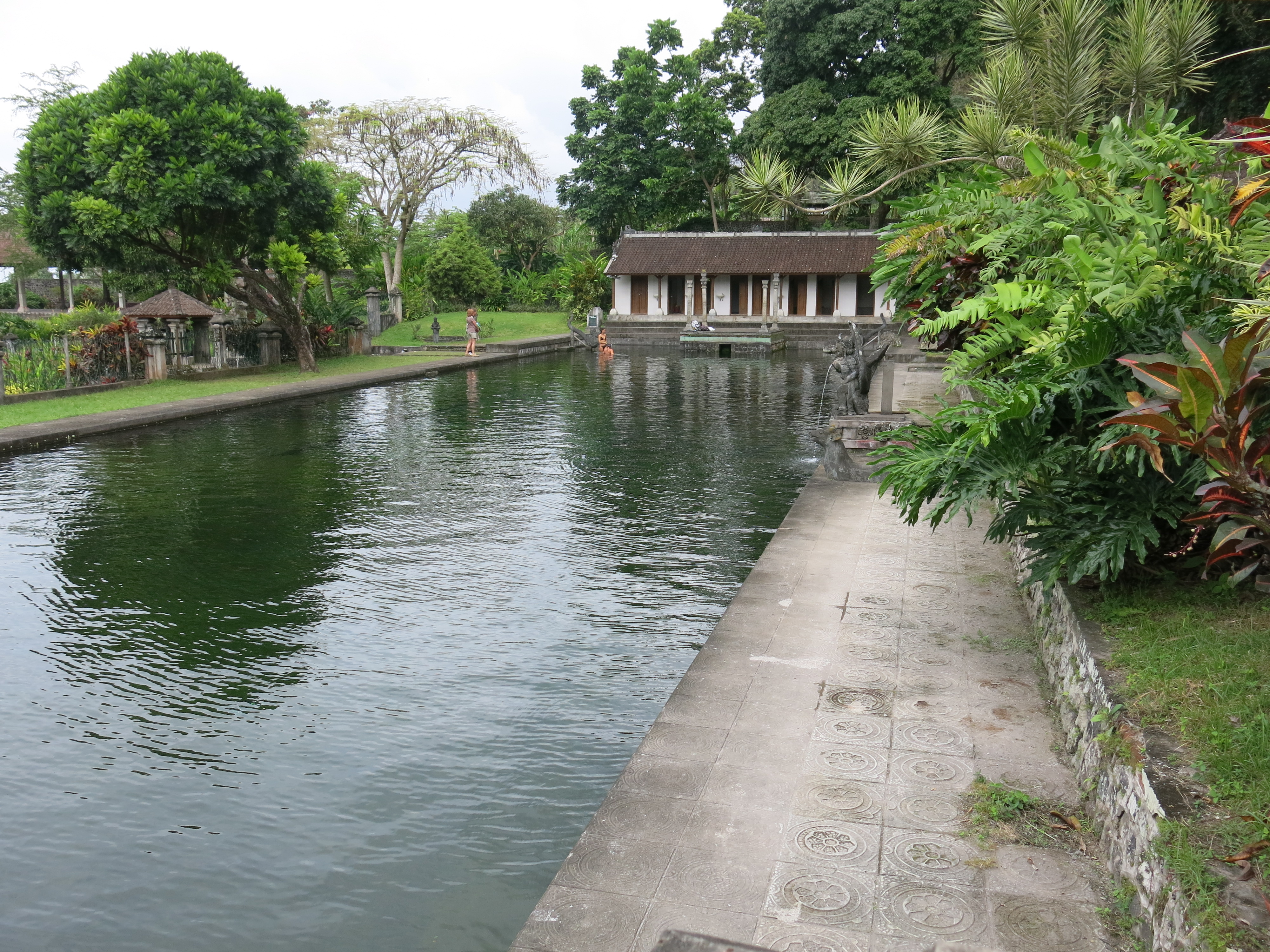
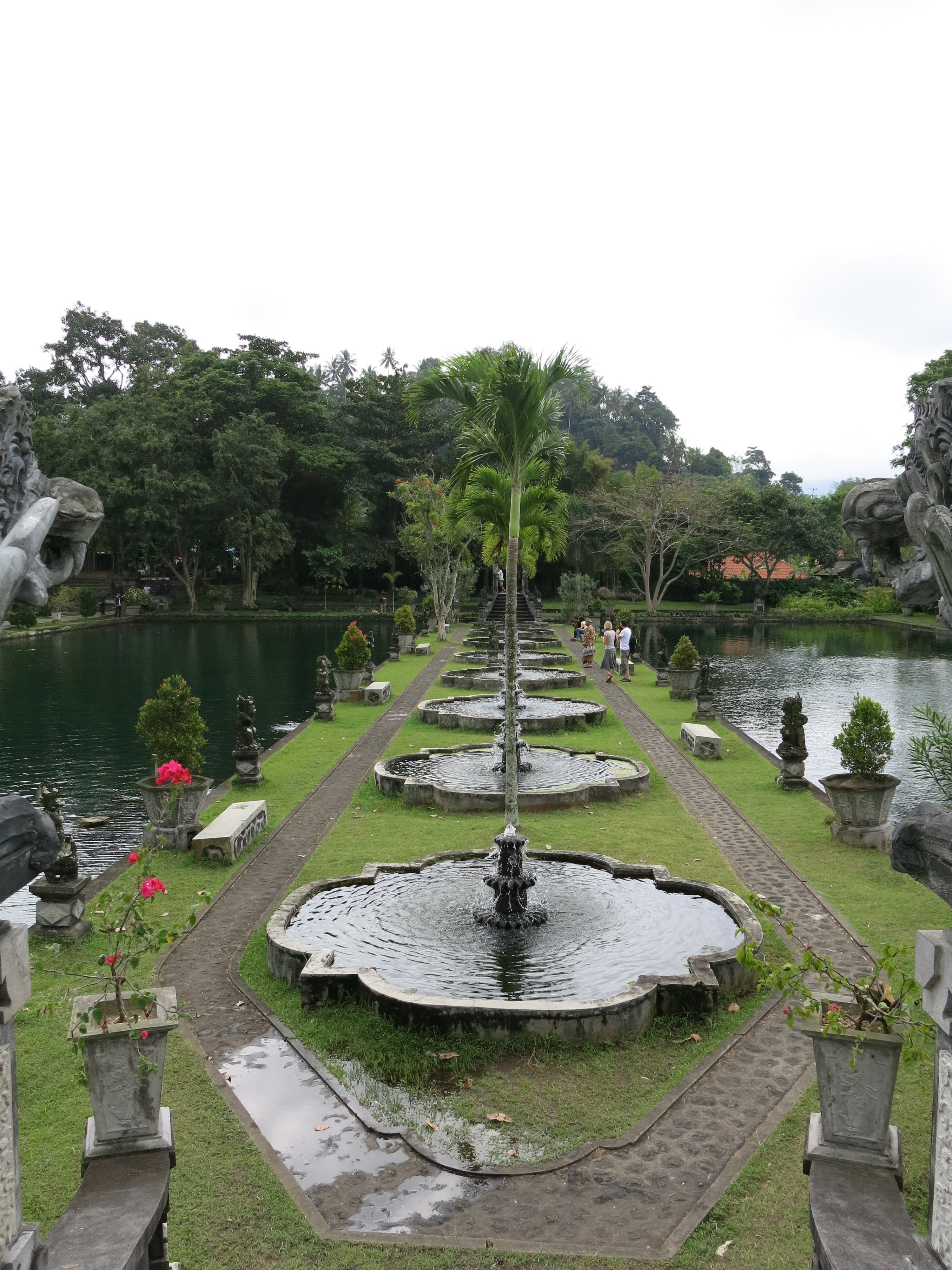
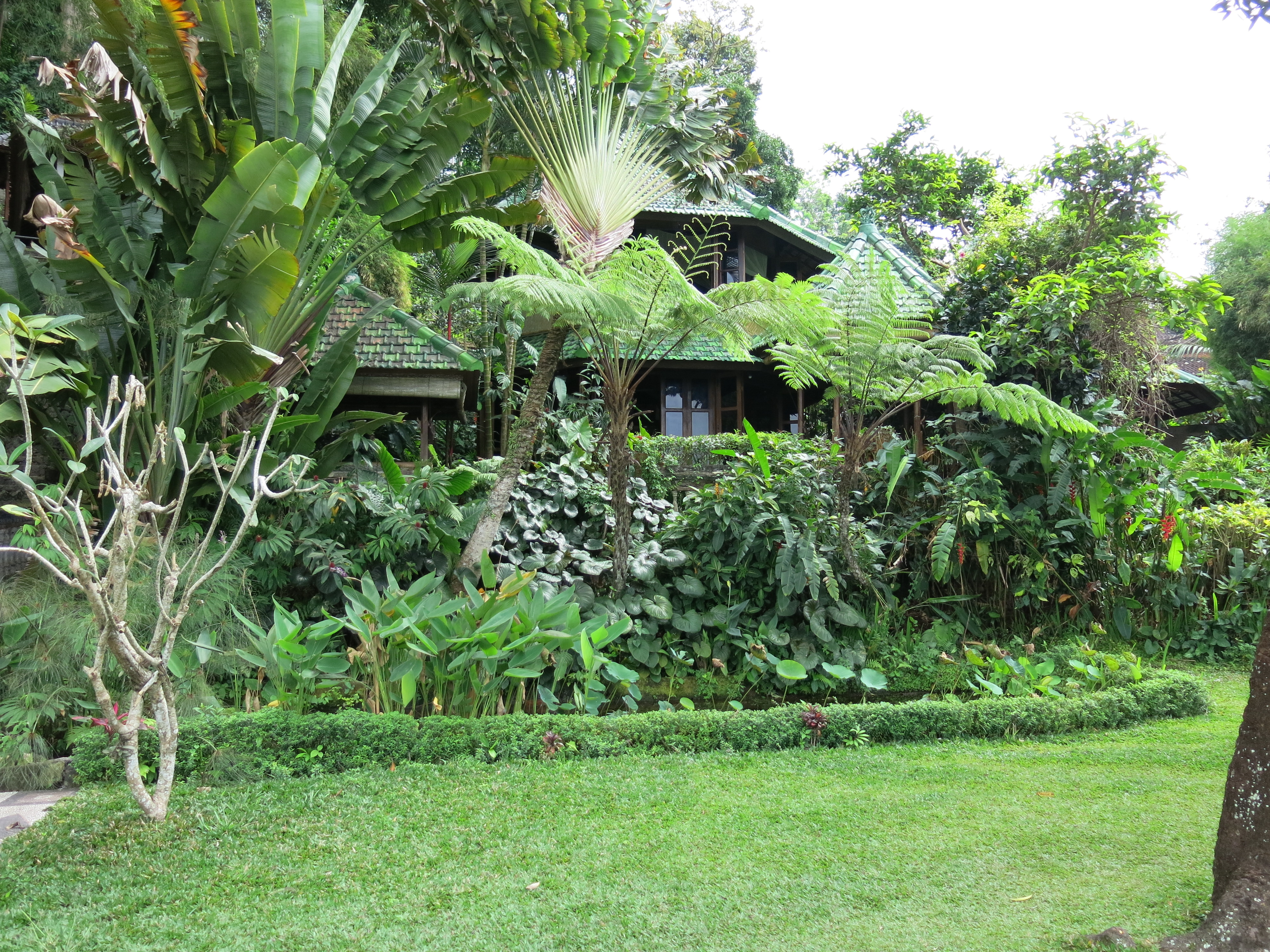
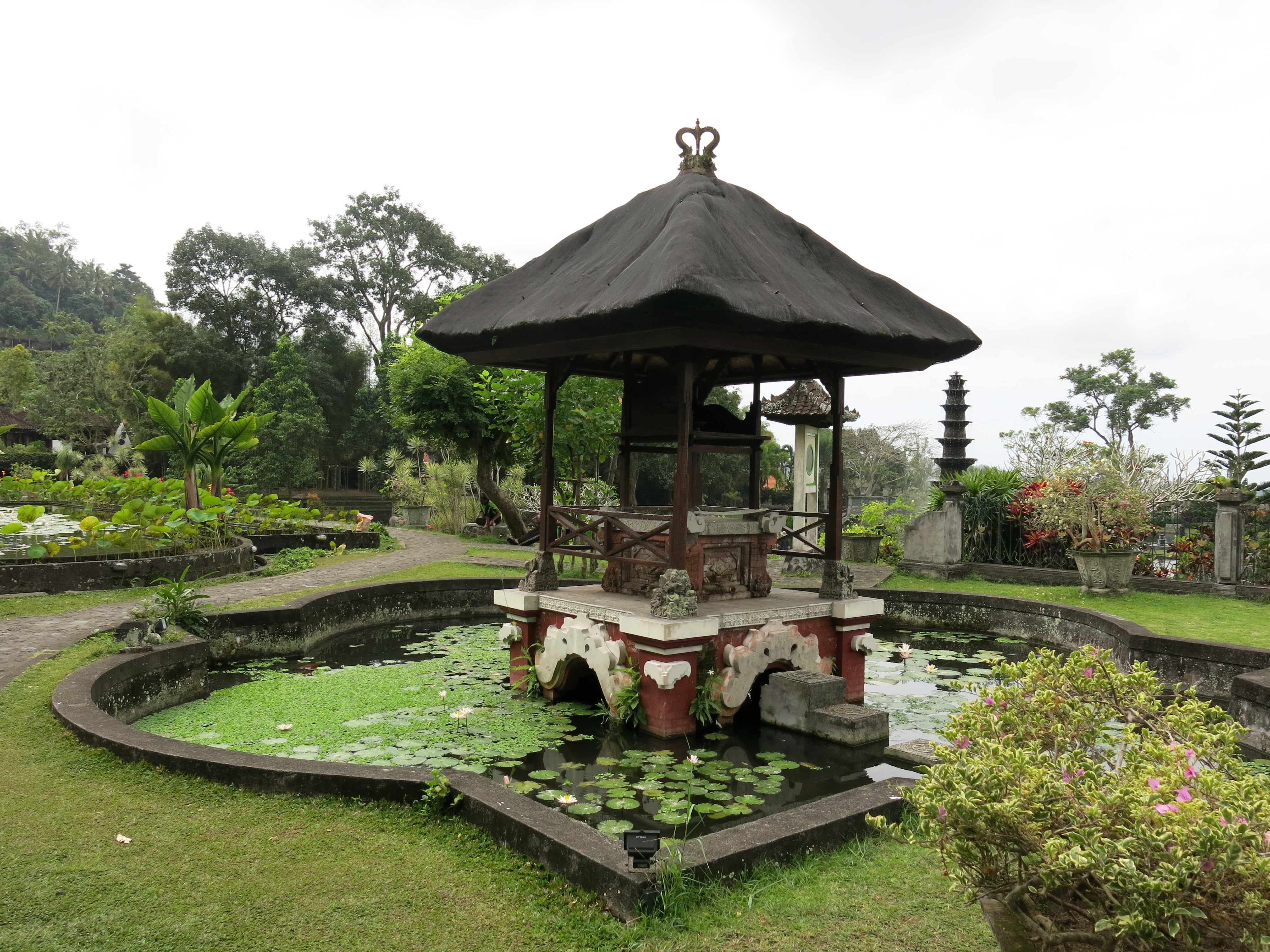
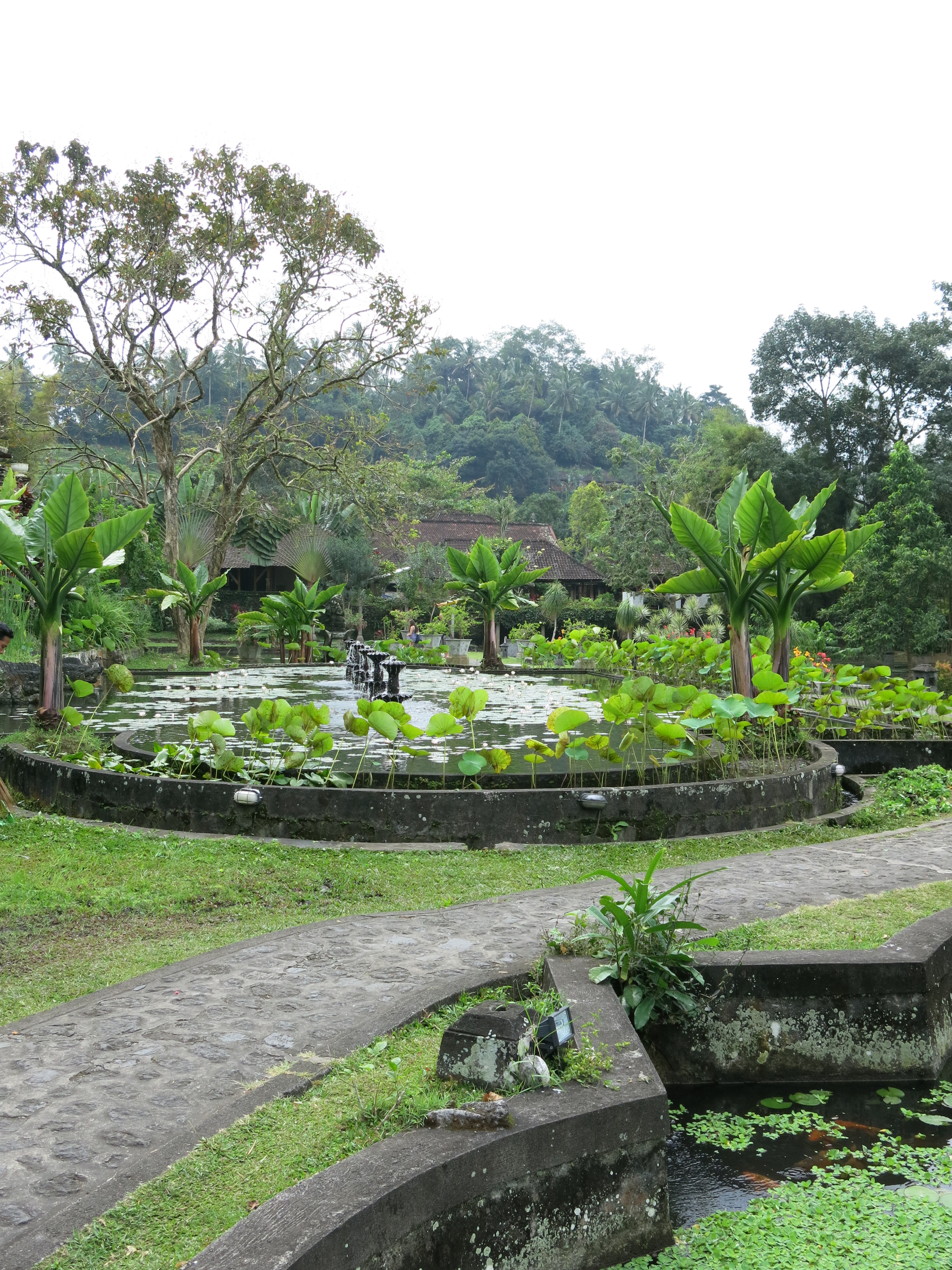
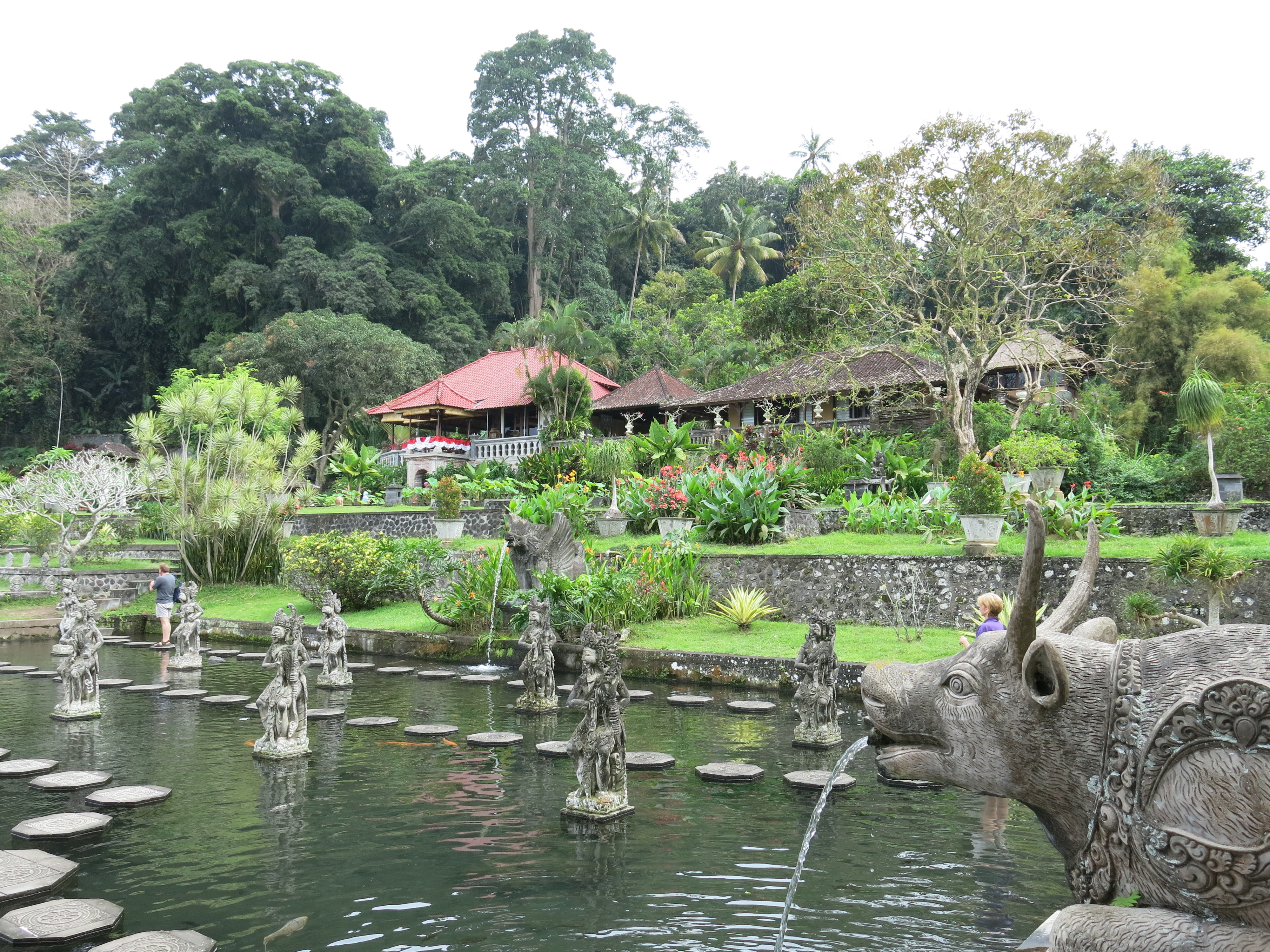
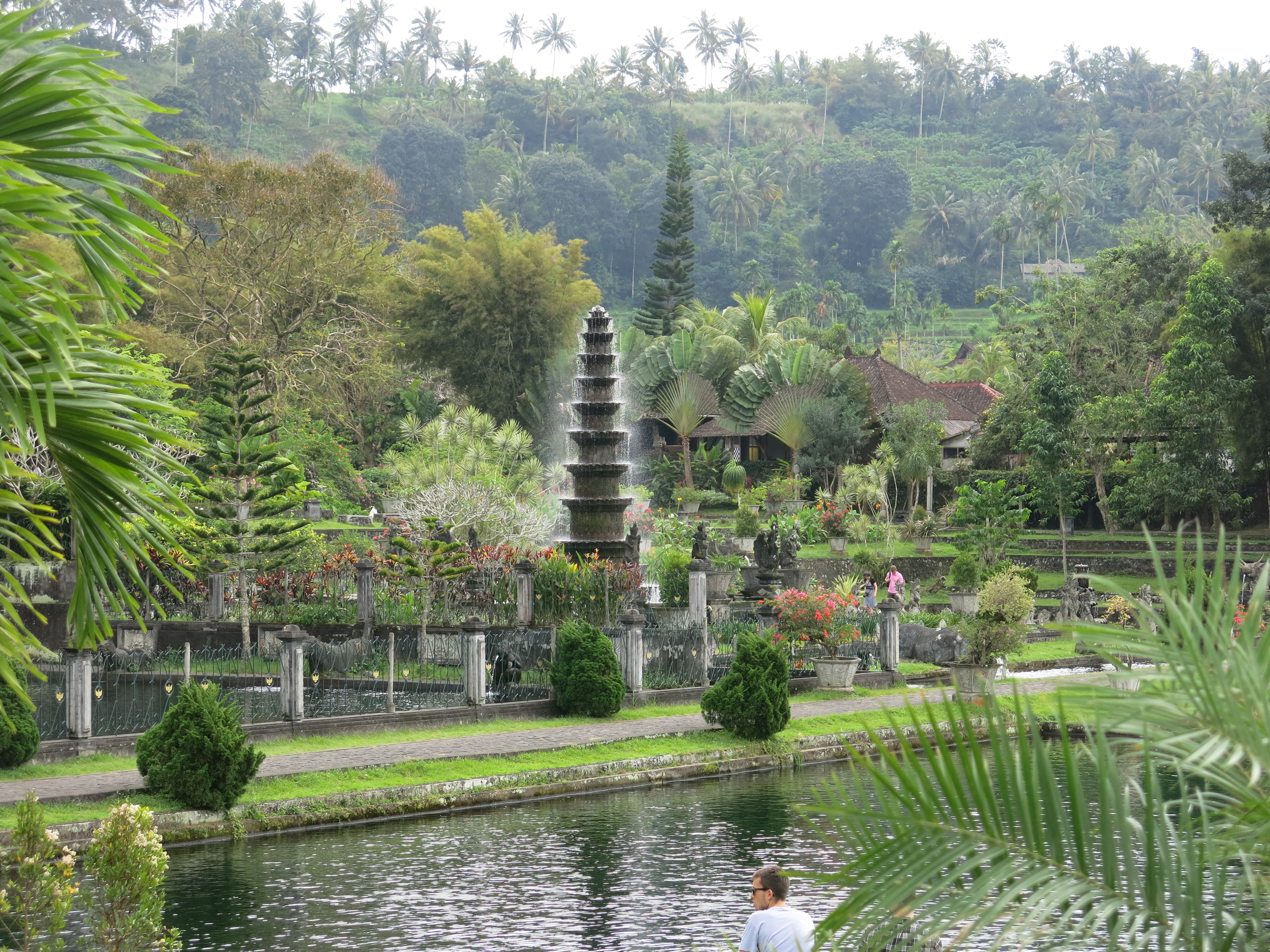
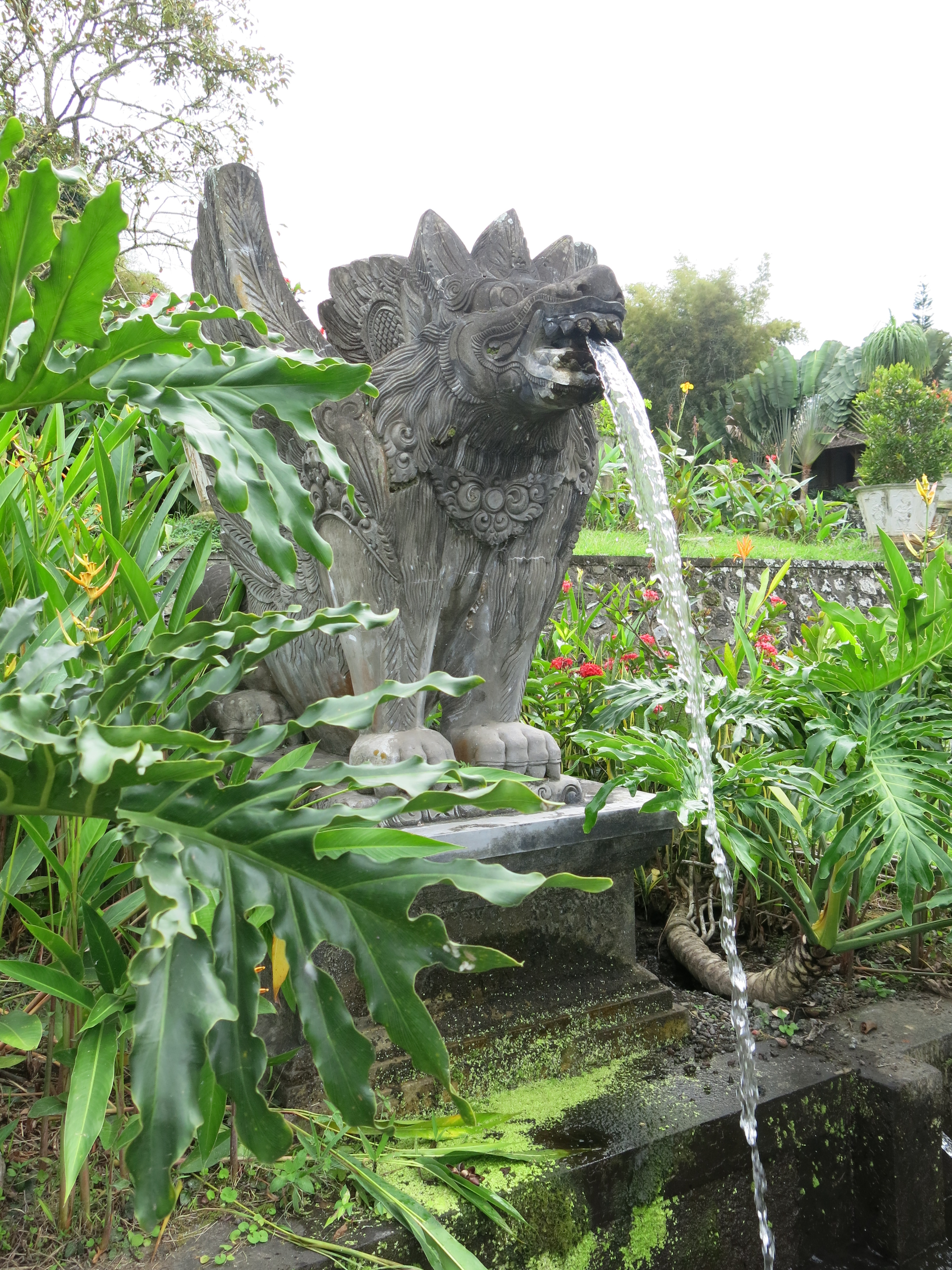
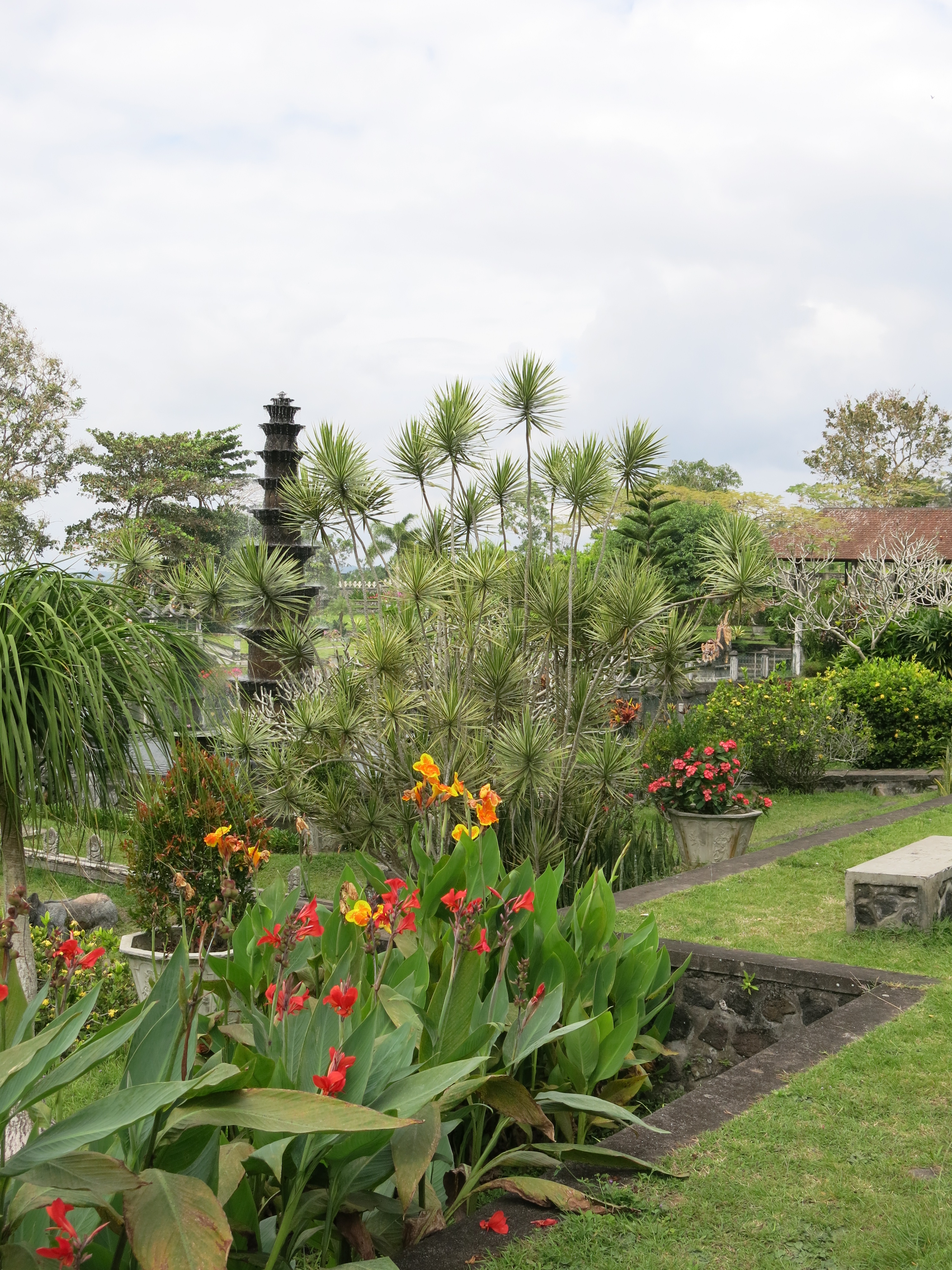
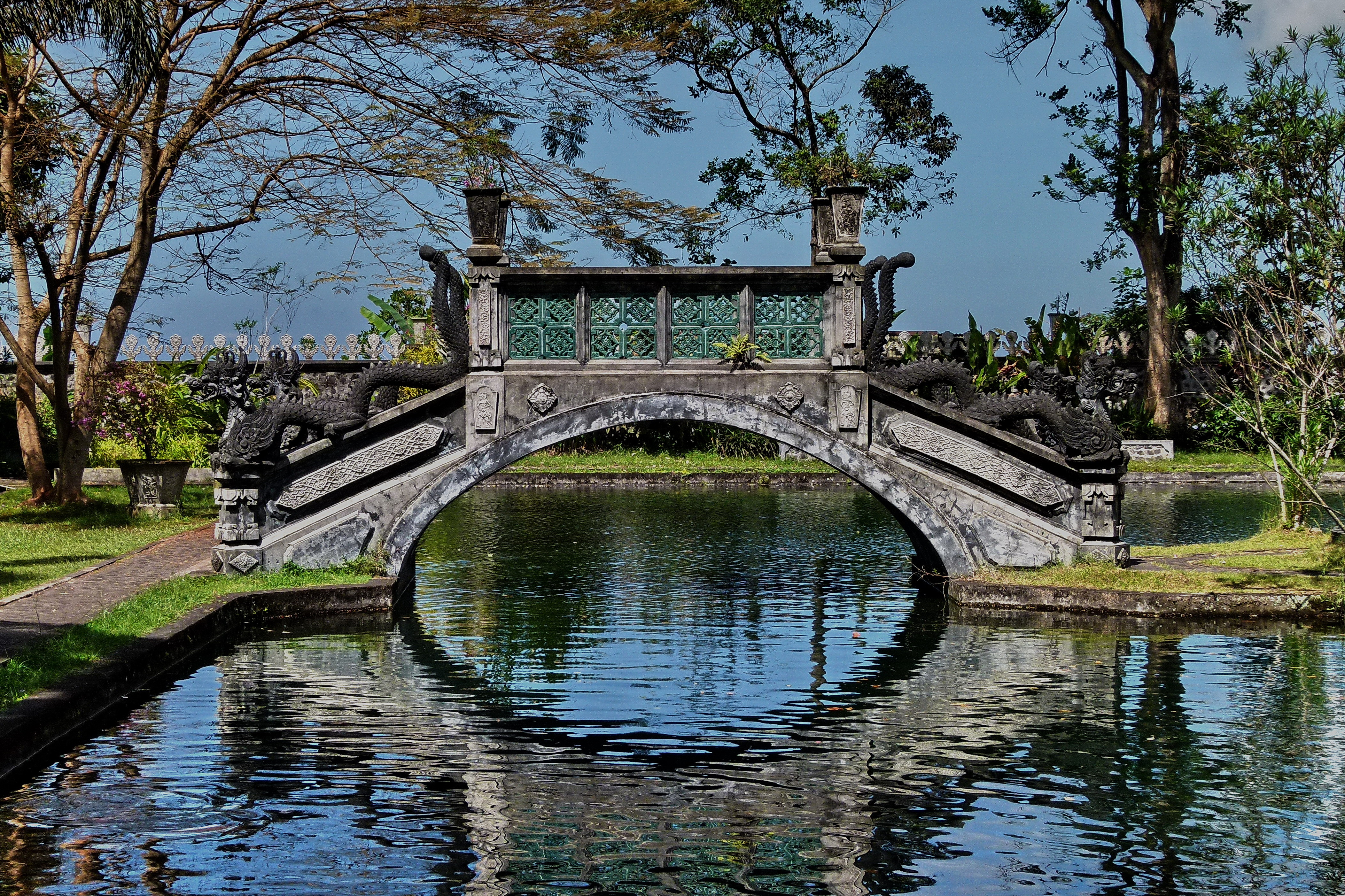
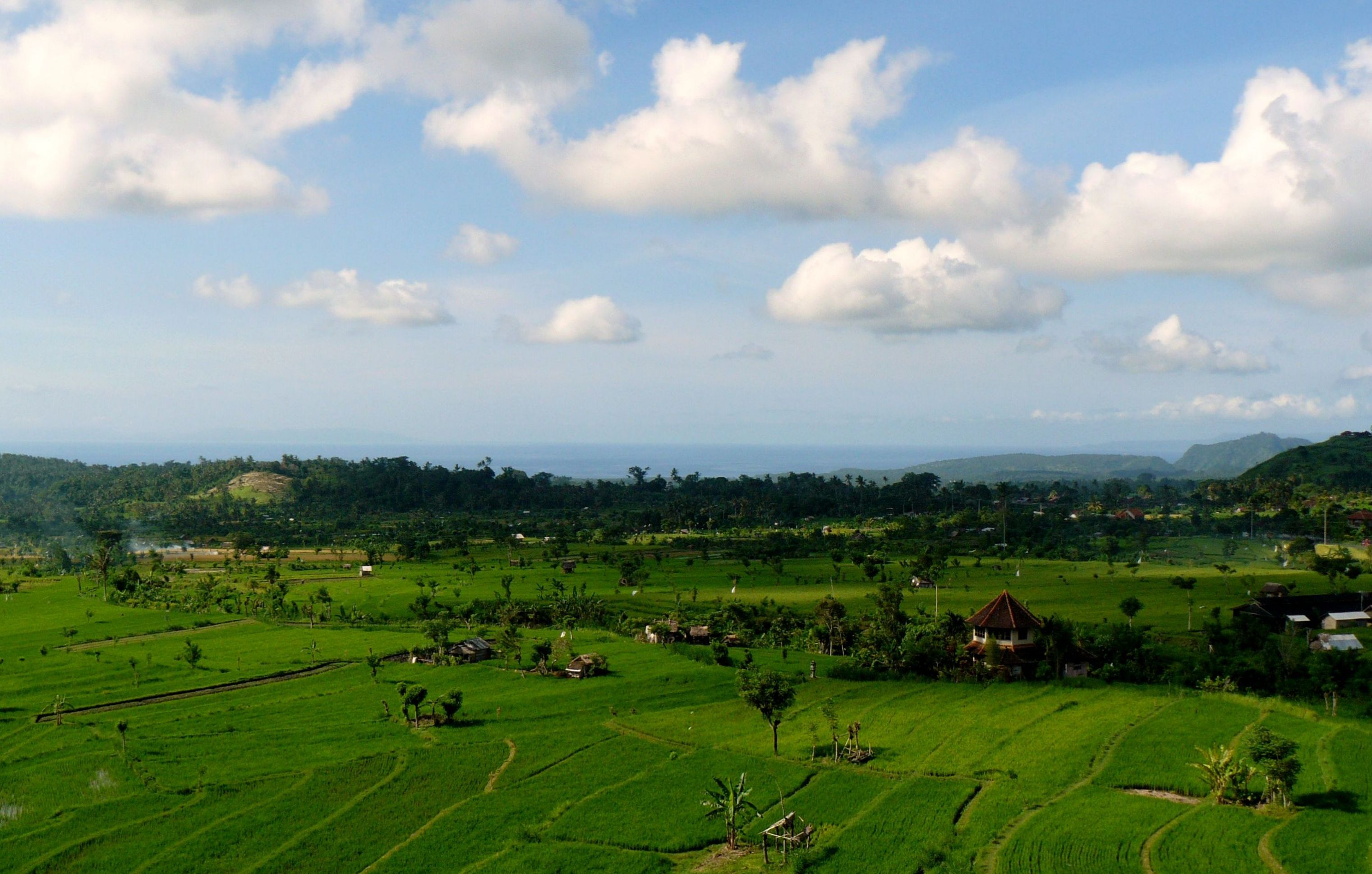